# Incendie de Montréal en 1734

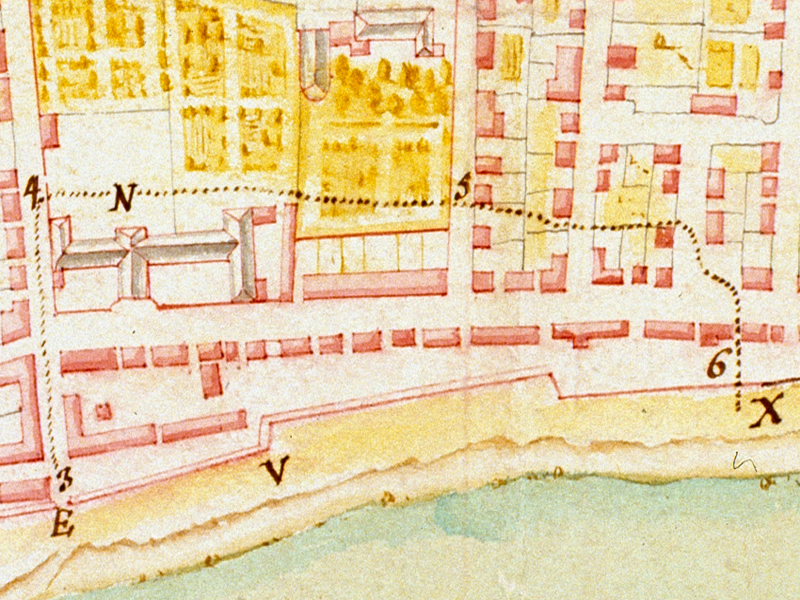
Détail d'un plan de Montréal en 1734, par Chaussegros de Léry, montrant le secteur incendié le 10 avril.

L'incendie de Montréal en 1734 a mené au plus important procès sous le régime français du Canada. Marie-Josèphe-Angélique, une esclave noire de la Nouvelle-France, était soupçonnée de l'avoir perpétré, sans preuve, le 10 avril 1734 vers 19 heures.

## L'incendie
Au printemps 1734, la petite ville de Montréal n'a que 5 000 habitants, quelques centaines de maisons en plus des bâtiments publics. L'esclavagisme est relativement commun en Nouvelle-France et Marie-Josèphe-Angélique est l'esclave de Thérèse de Couagne, veuve de François Poulin de Francheville. Âgée de 29 ans, Marie-Josèphe-Angélique est une jeune femme enjouée, mais qui parle beaucoup et qui est peu docile.
L'incendie aurait pris naissance dans le grenier de madame de Francheville, rue Saint-Paul située dans ce qui est aujourd'hui le quartier historique du Vieux-Montréal. Poussé par un fort vent, le feu s'est propagé rapidement aux bâtiments avoisinants, incendiant en trois heures, 46 maisons de la rue Saint-Paul, l'Hôtel-Dieu qui venait d'être reconstruit de l'incendie de 1721, et jette à la rue plusieurs centaines de personnes,.
Le lendemain matin, les Montréalais sont en colère et la rumeur se répand. Marie-Josèphe-Angélique aurait allumé le feu, afin de fuir la colonie. Deux mois avant l'incendie, elle avait tenté de s'enfuir avec son amant Claude Thibault, un homme blanc, vers les colonies anglaises. On a donc rapidement conclu qu'elle avait allumé l'incendie afin de faire diversion pendant qu'elle s'enfuyait avec Thibault, libéré de prison deux jours plus tôt. 
Il est difficile pour les historiens de comprendre ce qui a pu se passer exactement, car la publication de journaux est interdite à l'époque. Seules des sources manuscrites sont actuellement consultables : les textes du greffier qui a transcrit les dépositions des témoins, les rapports d’huissiers, la correspondance des autorités coloniales et même le journal intime de religieuses hospitalières,.

## Le procès
Le procureur fait arrêter Marie-Joseph Angélique sur le seul fait des rumeurs publiques, en vertu de la Loi criminelle de 1670. Elle est mise en état d'arrestation et jetée dans les prisons royales. Claude Thibault s'enfuit aussitôt laissant l'esclave seule devant le système judiciaire, les témoins et les rumeurs qui vont bon train.
Durant les deux mois que le procès dure, une vingtaine de témoins se succèdent devant la cour, tous convaincus de la culpabilité de Marie-Josèphe-Angélique, mais personne ne l'avait vu allumer le feu. Certains témoins disent qu'elle avait l'intention de brûler madame de Francheville, tandis que d'autres disent qu'Angélique avait l'esprit troublé et qu'elle était très agitée un peu avant 19 heures, heure à laquelle s'est déclaré l'incendie. Étrangement, à la toute fin du procès, une petite fille de cinq ans viendra dire à la cour qu'elle a vu Angélique monter au grenier avec une pelle à feu remplie de tisons. 
Confrontée aux témoins et à sa maîtresse qui n'ont rien vu, devant son refus d'avouer son crime et clamant son innocence, Marie-Josèphe-Angélique est condamnée à la torture des brodequins avant d’être exécutée par pendaison. Sous la torture, alors que le juge la presse de questions, elle finit par avouer, mais persiste à dire qu'elle a agi seule. Comme l’exige la Loi criminelle de 1670, elle fut pendue à Montréal, le 21 juin 1734 et son cadavre fut brûlé.
Claude Thibault, l'amant de Marie-Joseph Angélique et présumé complice, n'a jamais été retrouvé.